# IAI E-Hunter
IAI E-HUNTER — тактический разведывательный БПЛА, разработанный израильской фирмой IAI, на базе БПЛА RQ-5 Hunter. Предлагается как вариант модернизации «охотника» время на которую уходит около 3 часов, так и готовый аппарат. Оборудование практически идентично БПЛА HUNTER. Первый полёт БПЛА состоялся в июле 1995 года.

## ЛТХ
- Модификация E-Hunter
- Размах крыла, м 16.61
- Длина, м 7.47
- Высота, м 1.65
- Масса, кг
- пустого 649
- взлетная 952
- топлива 304
- Тип двигателя 2 ПД Moto-Guzzi
- Тяга, кгс 2 х 64
- Максимальная скорость, км/ч 192
- Крейсерская скорость, км/ч 134
- Продолжительность полёта, ч.мин
- с 42-кг нагрузкой 25.18
- с 100-кг нагрузкой 18.06
- максимальная 36.00
- Практический потолок, м 6100